# ایبینی
ایبینی (به فرانسوی: Ibigny) یک کمون در فرانسه است که در Canton of Réchicourt-le-Château واقع شده‌است.

## خصوصیات
ایبینی ۴٫۷۷ کیلومترمربع مساحت و ۸۸ نفر جمعیت دارد و ۳۱۵ متر بالاتر از سطح دریا واقع شده‌است.